# Benedictí del Perú
El benedictí del Perú (Conopophaga peruviana) és una espècie d'ocell de la família dels conopofàgids (Conopophagidae).

## Hàbitat i distribució
Viu entre la malesa del bosc a les terres baixes, a l'est de l'Equador i del Perú, nord de Bolívia i sud-oest del Brasil amazònic.